# Мисюра, Вадим Ярославович
Вади́м Яросла́вович Мисю́ра (род. 23 сентября 1962, Львов) — украинский политик и общественный деятель.

## Биография
В 1984 году окончил Украинский полиграфический институт им. И. Федорова (инженерно-экономический факультет, специализация «журналистика»). По специальности — редактор научной, технической и информационной литературы.
В 1984 — 1989 годах работал инструктором, заведующим отделом во Львовском горкоме ЛКСМУ, 2-м секретарем Ленинского райкома ЛКСМУ Львова.
С конца 1980-х годов — работал у коммерческих структурах: в 1989—1993 годах —  старший эксперт фирмы «ЕЛПО-Электрон», начальник отдела в МП «Инфомасо», 1993—1996 годах — руководил отделом импорта и маркетинга, был заместителем директора ОТФ «ЛОРТА-Импекс», в 1996—1997 годах — коммерческим директором ПКФ «Комтекс».
Впоследствии вернулся к общественно-политической деятельности — вступил в ряды Социалистической партии Украины. Возглавил Социалистический конгресс молодежи. Вошел в Политисполком СПУ. Одновременно с 1997 года работал на должности консультанта в Секретариате Верховного Совета Украины.
В 1998 году избран народным депутатом Украины III созыва по партийному списку блока СПУ и Селянской партии (№ 26 в списке). Возглавил подкомитет по вопросам молодежной политики Комитета по вопросам молодежной политики, физической культуры и спорта (с августа 1998 года). В 1998 стал заместителем председателя Украинского Национального Комитета Молодежных Организаций (УНКМО) по международным вопросам.
Принимал активное участие в акции «Украина без Кучмы». Представлял Гражданский комитет защиты Конституции на переговорах с представителями власти в феврале 2001 года.
После поражения акции «Украина без Кучмы» выразил несогласие с действиями лидеров оппозиционного движения. В январе 2002 года вышел из рядов СПУ. Впоследствии перешел во фракцию Социал-демократической партии Украины (объединенной). За поддержку социал-демократов высказался и возглавляемый Вадимом Мисюрой Социалистический конгресс молодежи.
В 2003 году окончил Национальную юридическую академию имени Ярослава Мудрого в Харькове. По специальности — юрист.
На выборах в Верховную Раду 2002 г. Вадим Мисюра баллотировался по списку СДПУ(О) как беспартийный (№ 30 в списке). После выборов таки получил партбилет. В марте 2003 году избран в Политбюро партии, возглавил Киевскую городскую организацию СДПУ(О) (до того её возглавлял Григорий Суркис). С апреля 2005 года до августа 2007 года был заместителем председателя СДПУ(О).
В августе 2005 году стал народным депутатом Украины IV созыва вместо умершего в июне 2005 года Игоря Плужникова. В Верховной Раде вошел в Комитет по вопросам регламента, депутатской этики и организации работы.
На выборах 2006 года баллотировался по списку блока «НЕ ТАК!» (№ 33 в списке), но тот не преодолел 3-% барьер.
В 2007 окончил  аспирантуру при Национальной академии государственного управления при президенте Украины. Получил научную степень кандидата наук по  государственному управлению.
С 2007 по 2012 года работал руководителем службы президента Федерации футбола Украины. С сентября 2012 года по настоящее время — вице-президент Федерации футбола города Киева, Президент Футбольной ассоциации студентов города Киева (избран в 2013 году), Вице-президент Всеукраинской футбольной ассоциации студентов (избран в 2016 году), Вице-президент Всеукраинской спортивного студенческого союза Украины (избран в 2017 году).
С 2015 года по апрель 2021 года — директор по связям с общественностью ООО "Пари-Матч", с 1 апреля по 1 октября 2021 г. директор по связям с общественностью, директор по устойчивому развитию ООО "Париматч" Украина. С 2017 г. по 2021 г. - Генеральный директор Всеукраинского союза развития букмекерства. С 1 октября 2021 г по настоящее время - директор представительства Международного благотворительного фонда Parimatch Foundation в Украине.

## Ссылка
- Справочник «Кто есть кто в Украине», издательство «К. І.С».